# Monza e Brianza (provins)
Monza e Brianza är en provins i regionen Lombardiet i Italien. Monza är huvudort i provinsen. Provinsen etablerades 2004 när 50 kommuner överfördes från provinsen Milano följt 2009 av ytterligare 5 kommuner.

## Administration
Provinsen Monza e Brianza är indelad i 55 comuni (kommuner). All kommuner finns i lista över kommuner i provinsen Monza e Brianza.

## Några städer i Monza e Brianza
- Monza
- Seregno
- Desio
- Limbiate
- Lissone
- Vimercate
- Cesano Maderno
- Brugherio